# STOXX
STOXX（ストックス、STOXX Limited）は、ドイツ取引所の子会社であり、株価指数（インデックス）の算出・管理や、ポートフォリオ分析を行う金融サービス企業。スイス・ツークに本社を置く。

## 沿革
1997年にドイツ取引所、ダウ・ジョーンズ、スイス証券取引所、パリ証券取引所のジョイント・ベンチャーとして設立され、1998年に株価指数の算出を開始した。2009年12月、ドイツ取引所とスイス証券取引所の出資による運営となり、2011年2月より、欧州に加え、米国やアジアなどの世界各地域・グローバル市場に対象を拡大した。2015年7月、ドイツ取引所はSTOXXの全株式を取得し完全子会社化した。

## 提供サービス
STOXXの算出するインデックスは、各国の金融機関にライセンス付与の上、ETF・ミューチュアル・ファンド・オプション取引などのユーザーに利用されている。代表的なインデックスに、ユーロ圏企業のブルーチップとして知られるユーロ・ストックス50指数、欧州経済動向のベンチマークとして参照されるストックス欧州600指数、ユーロ圏のボラティリティ指数として知られるVSTOXXなどがある。このほか、ドイツ企業のブルーチップ指数であるドイツ株価指数（DAX）の管理を受託している。定期のレビューが毎年3月、6月、9月、12月に公表され、その月の第3金曜日終了後の翌営業日に適用されている。
日本においては、三菱UFJ信託銀行との共同開発により、2017年にiSTOXX MUTB スマートベータ インデックスシリーズの提供を開始、2019年より、新経済連盟の株価指数である新経連株価指数（Japan New Economy Index）の算出を受託している。

## オフィス
ツークのほか、フランクフルト、ロンドン、ニューヨーク、香港、東京（丸の内北口ビル）にオフィスを持つ。